# Joan Ducas Comnè
Joan Ducas Comnè, en grec medieval Ἰωάννης Δούκας Κομνηνός, nascut el 1128 i mort al setembre del 1176, va ser un noble de l'Imperi Romà d'Orient, fill d'Andrònic Comnè, i net de l'emperador Joan II Comnè. Va ser Dux (governador militar) de Xipre des del 1155 fins a la seva mort. Va ser nomenat també protovestiarios (un alt càrrec a la cort) el 1148, segons diu Nicetes Coniata

## Biografia
Joan Ducas Comnè va ser nomenat dux de Xipre l'any 1155, un càrrec que va ocupar fins que va morir. L'any 1156, Xipre va ser atacada per Reinald de Châtillon i Toros II, príncep d'Armènia Menor, que van saquejar pràcticament tota l'illa. Els francs i els armenis van robar en tots els edificis que van trobar, en totes les esglésies i convents i totes les cases particulars. Van cremar els cultius, van confiscar els ramats i van portar a la costa tota la població. Joan Ducas va reaccionar a l'atac, però va ser vençut i Reinald i Toros II el van portar presoner a Antioquia de l'Orontes.
L'ocupació de l'illa va durar unes tres setmanes, fins que va córrer el rumor de l'arribada d'una flota imperial. Reinald va donar l'ordre de reembarcar, i es van carregar les naus amb el producte del saqueig. Cada xipriota es va veure obligat a rescatar-se a si mateix.
Joan va ser alliberat del seu captiveri i va tornar a l'illa. Va prendre part en la batalla de Miriocèfal, sota les ordres de l'emperador Manuel I Comnè. Els romans d'Orient van ser derrotats i Joan Ducas Comnè va morir en la batalla, poc després del 17 de setembre de 1176.

## Fills
Joan Ducas Comnè es va casar als voltants de l'any 1146 amb una dona de nom Maria, de la família dels Taronites, segurament filla de Miquel Taronita. El matrimoni va tenir almenys tres fills:
- Maria Comnena, nascuda el 1154 i morta cap al 1217. Es va casar primer amb Amalric I de Jerusalem, amb el qual va tenir una filla, Isabel I de Jerusalem, i després amb Balian d'Ibelin, amb qui va tenir diversos fills, entre ells Joan I de Beirut.[3]
- Aleix Comnè, nascut entre el 1150 i el 1160, i mort el 1187, va dirigir una rebel·lió contra Andrònic I Comnè, però va ser capturat, li van treure els ulls i el van tancar a la presó. Va morir solter.[4]
- (Probablement) Teodora Comnena, princesa d'Antioquia, casada amb Bohemon III d'Antioquia, que la va repudiar l'any 1180. Van tenir fills.[3]